# Crocifisso del Duomo nuovo
Il Crocifisso del Duomo nuovo è un crocifisso in legno (210x140x15 cm circa) di Francesco Giolfino, databile al 1502 e conservato nel Duomo nuovo di Brescia, all'altare del Crocifisso, il primo a destra.

## Storia
Nel Bullettario n. 1 della Fabbrica del Duomo, conservato nell'archivio del Duomo nuovo, si conserva un attestato di pagamento datato 2 giugno 1502 in favore di "Mr. Franciscus de Verona sculptor lignaminum" per aver fabbricato "Crucefixum Scti Petri de Dom", cioè un crocifisso per la basilica di San Pietro de Dom. Tale "Franciscus de Verona" è sicuramente identificabile in Francesco Giolfino, membro della famiglia veronese dei Giolfino specializzata nella scultura e nell'intaglio ligneo, il quale aveva una bottega nel centro della città e si era probabilmente qui trasferito importando a Brescia l'arte di famiglia.
Con la demolizione della basilica per la costruzione del Duomo nuovo, il crocifisso viene semplicemente rimosso dalla sua originale posizione, comunque ignota, per essere ricollocato al primo altare destro dopo il suo completamento. L'opera si trova ancora oggi in questa collocazione.

## Descrizione
Dell'opera si sono conservati sia la scultura di Gesù, sia il crocifisso vero e proprio, assieme al titulus crucis in sommità.
La scultura presentava in origine un completo rivestimento cromatico, del quale si sono conservate solo tracce. Le cromie principali, quali il rosso sangue che esce dalla ferita del costato e il bruno della barba e dei capelli sono stati invece ripassati in epoche successive.

## Stile
L'opera è di grande intensità e rivela appieno i caratteri della scultura di Francesco Giolfino, per altro poco nota a causa dei pochi lavori pervenutici. Nella generale resa espressiva del Gesù crocifisso è possibile leggere gli stilemi del veronese Giovanni Zebellana, maestro in patria dello scultore, ma anche influssi dall'arte bresciana di Giovanni Teutonico.
L'espressività è però più contenuta rispetto agli eccessi drammatici dell'arte quattrocentesca, preferendo una tensione drammatica concentrata nello spasimo delle membra e del volto di Gesù, fissato in una smorfia e nella scarnificazione del viso, ridotto quasi a una maschera.